# Fritz Rübbert
Fritz Rübbert (* 20. Juni 1915 in Köln; † 10. November 1975 in Kripp) war ein deutscher Maler und Grafiker.

## Leben
Rübbert war der Sohn eines Dresdener Fabrikanten. Nach dem Abitur studierte er ab 1933 Architektur an der Technischen Hochschule Dresden. Daneben widmete er sich der Malerei, u. a. als Privatschüler von Otto Dix und Georg Egmond Oehme, und betätigte er sich als Maler. 1936 wurde Rübbert zum Reichsarbeitsdienst eingezogen, später zur Wehrmacht. 1943 heiratete der die Journalistin Jeanette Gittner. 1945 wurde ihr Sohn Sebastian geboren.
1945 wurden bei einem Bombenangriff auf Dresden alle künstlerischen Arbeiten Rübberts vernichtet.
Nach der Rückkehr aus der Kriegsgefangenschaft studierte Rübbert bei Erwin Hahs an der Burg Giebichenstein – Kunstschule und Werkstätten der Stadt Halle-Saale, wobei er sich vor allem von Paul Cézanne und anderen französischen Künstlern der Avantgarde inspirieren ließ. Schon ab 1946 war er häufig an wichtigen Ausstellungen beteiligt. Ab 1947 war er Mitglied der Halleschen Künstlergruppe „Die Fähre“, zu der u. a. Fritz Freitag, Fritz Baust, Carl Crodel, Erwin Hahs, Johanna Jura, Karl Erich Müller, Otto Müller, Helmut Schröder (1910–1974), Willi Sitte und Meinolf Splett gehörten, Rübbert zählte bald zu den prominenten Malern des Landes Sachsen-Anhalt. 1951 wurde er in den Verband Bildender Künstler aufgenommen. Eine enge Freundschaft bestand mit Hermann Bachmann und Willi Sitte, mit denen er auch künstlerische Aufträge ausführte. Zu diesem Kreis gehörten auch die Künstler Kurt Bunge, Ulrich Knispel, Herbert Kitzel, Jochen Seidel, Mareile Kitzel (1922 – 2002) und Waldemar Grzimek. Rübbert galt jedoch schon bald als „bürgerlich-dekadent“ und „formalistisch“. 1952 wurde das von Rübbert mit Bachmann und Sitte ein Jahr zuvor gemalte Wandbild „Leben im Dorf“ an der Landesverwaltungsschule Halberstadt übertüncht. 1953 bildete Rübbert u. a. mit Sitte, Fritz Baust, Kurt Bunge, Fritz Freitag, Karl Erich Müller und Peter H. Feist die informelle „Hallesche Malerbrigade“.
Um der zunehmenden ideologischen Bevormundung zu entgehen floh Rübbert am 2. März 1953 mit seiner Frau über West-Berlin in die Bundesrepublik. Eine kuriose Geschichte hat ein Öl-Gemälde von Rübbert, das Karl Marx zeigt. Rübbert hatte es 1953 für die Dritte Deutsche Kunstausstellung in Dresden eingereicht, wo die Jury es allerdings ablehnte. Der Bildindex nennt zwei weitere Bilder Rübberts als Exponate der Ausstellung, auf der Rübbert lt. Katalog jedoch gar nicht vertreten war. Erst nach Rübberts Flucht wurde das Marx-Gemälde an seine Adresse in Halle zurückgeschickt, wo es sein Nachbar Willi Sitte entgegennahm, leicht überarbeitete und später als sein eigenes Werk ausgab als das es lange Jahre galt. Das Bild gelangte 2015 als Leihgabe der Kunstverwaltung des Bundes ins Stadtmuseum Simeonstift Trier, wo seine Geschichte aufgedeckt wurde, so dass es heute unter den Namen der beiden Maler geführt wird.
In der Bundesrepublik wohnte das Ehepaar Rübbert erst in Bonn und dann in Köln, ehe sie in Kripp sesshaft wurden. Den Lebensunterhalt sicherte Rübbert in der ersten Zeit durch Auftragsarbeiten für baubezogene Plastiken und Wandmalereien und gebrauchsgrafische Arbeiten für Messen und Ausstellungen, Bücher und Kataloge u. ä. Mit zunehmender wirtschaftlicher Unabhängigkeit konnte er sich Reisen nach Südeuropa, Nordafrika und Indien leisten. Seine Stilistik änderte sich von vorwiegend gegenständlichen zu primär von der Farbe geprägten Bildern.
1965 erwarb Rübbert in Kripp mit seiner Frau die marode frühere Kapelle „St. Johannes Nepomuk“ in der Quellstraße 34 aus dem 18. Jahrhundert und baute sie zum Wohnhaus mit Atelier aus, das sie 1969 nach fünf Jahren Renovierungszeit beziehen konnten.
Rübbert starb nach schwerer Krankheit und wurde auf dem Friedhof in Krippen begraben.

## Werke (Auswahl)

### Tafelbilder (Auswahl)
- Gitarre mit Blumen (Öl; 1947 ausgestellt auf der Ausstellung „Malerei der Gegenwart“)[7]
- Ministerpräsident Hübner (Öl)
- Strand Ahrenshoop (Öl; um 1950)[8]
- Karl Marx (Öl; eingereicht für die Dritte Deutsche Kunstausstellung 1953, dort abgelehnt, galt später als Arbeit von Willi Sitte, siehe oben)[3]
- Selbstporträt[9]
- Stillleben mit Topfpflanze und Obst (Öl)[10]
- Blick über ein Tulpenfeld auf eine mediterrane Landschaft mit Ackerfeldern und Zypressen (Öl)[11]

### Buchillustrationen (Auswahl)
- Hermann Gittner: Am Bodensee. Ex undis divitae. Kreuz-Verlag, Halle, 1950
- Hermann Gittner: Die Harzreisen des Johann Bartholomä Trommsdorff 1798 und 1805. Storck, Oberhausen, 1957
- Eugen Stamm: Politik aus leichter Hand. Hohwacht-Verlag, Bonn, 1961
- Klaus Fink: Remagen (mit Fotos von Rübbert); rommerskirchen+ co, Remagen, 1971
- Gernot Rath: Berühmte Tropenärzte. Bayer, Leverkusen, 1971

## Ausstellungen (Auswahl)

### Einzelausstellungen (Auswahl)
- 1998 Halle, Galerie Marktschlösschen (Malerei und Zeichnungen)
- 2003 Halle, Kunstverein Talstraße („Avanti Automobile - Autonobile.“; mit Jens Gussek)

### Gruppenausstellungen (Auswahl)
- 1946 Halle/Saale: Kunstausstellung der Provinz Sachsen[12]
- 1947 Leipzig, Museum der bildenden Künste: Malerei der Gegenwart[13]
- 1948 Halle/Saale: Große Kunstausstellung Sachsen-Anhalt[14]
- 1948 Halle/Saale: „Zeitgenössische Kunst, Malerei – Grafik“.
- 1948 Halle/Saale, Galerie Hennig „1 Jahr Galerie Henning“[15]